# 3 Mustaphas 3
3 Mustaphas 3 est un groupe britannique de musiques du monde, originaire de Londres, actif entre 1982 et 2008. Formé par l'oncle Patrel Mustapha et son « neveu » Hijaz, le groupe se composait en fait de tous les « neveux » Mustapha et, bien que prétendant être originaire des Balkans, jouait de la musique de tous les continents. Après la sortie de quelques albums et plusieurs tournées, le groupe est demeuré inactif depuis le milieu des années 1990 sans toutefois avoir été officiellement dissous.

## Histoire
À en croire la version officielle que l'on retrouve dans les livrets des albums, les Mustapha seraient originaires de Szegerely, petit village balkanique où ils se produisaient chaque soir au club du Crazy Loquat, avant d'être expédiés vers le Royaume-Uni dans des réfrigérateurs. Il semblerait en fait que les origines du groupe remontent en 1982 à Londres, quand Lu Edmonds, « l'Oncle Patrel », et le musicologue Ben Mandelson, ou « Hijaz Mustapha », se rencontrent et commencent à jouer ensemble, vite rejoints par d'autres « neveux » : Houzam, Isfa'ani, Oussack et Niaveti III. Avant que le terme et le style « musiques du monde » ne fasse son apparition, 3 Mustaphas 3 jouait déjà de la musique provenant des quatre coins de la planète.
Le groupe accède à la notoriété en 1986, avec leur troisième album, Shopping. Plusieurs styles se côtoient dans cet album qui est toutefois davantage influencé par la musique de film égyptienne, qui contient d'ailleurs une reprise de Shouffi Rhirou, de la chanteuse marocaine Najat Aâtabou. L'année marque aussi le départ d'Oussack ainsi que l'arrivée du bassiste Sabah Habas Mustapha, qui formera avec Hijaz et Patrel le noyau du groupe. Leur quatrième album, Heart of Uncle, sort en 1989 et l'on y retrouve des influences du Moyen-Orient, de la Méditerranée, d'Irlande et d'Amérique du Sud. Mais c'est avec Soup of the Century, sorti en 1990, qu'ils connaîtront leur plus grand succès. Les styles y sont davantage mélangés, comme l'attestent la présence d'un morceau country chanté en Japonais et d'une chanson traditionnelle mexicaine chantée en Hindi. Avec également des pièces irlandaises, écossaises, grecques, albanaises et klezmers, les Mustaphas s'étaient affranchis de toutes les frontières qui pouvaient séparer les styles traditionnels.
La fin était proche néanmoins pour le groupe, qui n'avait pas les moyens financiers adéquats pour aller beaucoup plus loin. Un dernier album studio, Friends, Fiends and Fronds, sortira en 1991, mais il contient principalement des versions sorties sur divers singles, et des remixes des albums précédents. En 1992 les Mustaphas avaient cessé de jouer ensemble. La plupart d'entre eux continuent à travailler dans le domaine de la musique. Sabas Habas (de son vrai nom Colin Bass, par ailleurs bassiste du groupe Camel) poursuit une carrière solo remarquée en jouant de la musique traditionnelle d'Indonésie sous son pseudonyme, et, avec Hijaz, devient également producteur de musique du monde.
Deux albums live voient quand même le jour par la suite, en 1997 et en 2001, le dernier contenant des performances à la radio et en spectacle cueillies par Hijaz et Sabah Habas.

### Post-séparation
En 2008, avec Ian A. Anderson, Mandelson et Edmonds forment le trio Blue Blokes 3 et sortent l'album Stubble (Fledg'ling Records). Ils font une tournée au Royaume-Uni en janvier 2009. Plus tard en 2009, avec Justin Adams, Mandelson et Edmonds forment le groupe Les Triaboliques et sortent leur premier album Rivermudtwilight.

## Membres

### Membres fondateurs
- Oncle Patrel (Lu Edmonds) - saz
- Hijaz Mustapha (Ben Mendelsson) - bouzouki, violon, guitare hawaïenne
- Houzam Mustapha - batterie
- Isfa'ani Mustapha - percussions
- Oussack Mustapha (Ray Cooper) - violoncelle (1982-1987)
- Niaveti Mustapha III - accordéon, flûte, voix

### 1987
- Sabah Habas Mustapha (Colin Bass) - basse, voix
- Kemo Mustapha - accordéon, clavier

### Membres occasionnels
- Expen$ive Mustapha - trompette
- Lavra Tima Daviz Mustapha - voix
- Daoudi Mustapha

## Discographie
- 1985 : From the Balkans to Your Heart - The Radio Years (compilation des quatre premières Peel Sessions
- 1985 : Bam! Mustaphas Play Stereo (mini-album)
- 1987 : L'Orchestre Bam de Grand Mustapha International and Party Play Local Music (mini-album enregistré lors de la cinquième Peel Sessions
- 1986 : Si vous passez par là (45 tours et maxi)
- 1986 : Shouffi Rhirou (45 tours et maxi)
- 1986 : 3 Mustaphas 3 meet Trouble Fezz (2 maxis 45 tours de remixes de « Fiz'n »)
- 1987 : Shopping (CD)
- 1988 : Linda Linda (45 tours et maxi)
- 1989 : Heart of Uncle (CD)
- 1990 : Bukë e kripë ne vater tonë (45 tours et maxi)
- 1990 : Soup of the Century (CD)
- 1991 : Friends, Fiends and Fronds (compilation des divers singles et inédits) (CD)
- 1997 : Bam: Big Mustaphas Play Stereolocalmusic (réédition des deux premiers mini-albums avec deux inédits enregistrés lors des quatre premières Peel Sessions (CD)
- 2001 : Play Musty for Me (compilation d'extraits de concerts) (CD)